# Rocourt-Saint-Martin
Rocourt-Saint-Martin és un municipi francès situat al departament de l'Aisne i a la regió dels Alts de França. L'any 2007 tenia 312 habitants.

## Demografia

### Població
El 2007 la població de fet de Rocourt-Saint-Martin era de 312 persones. Hi havia 88 famílies de les quals 16 eren unipersonals (4 homes vivint sols i 12 dones vivint soles), 16 parelles sense fills, 44 parelles amb fills i 12 famílies monoparentals amb fills.
La població ha evolucionat segons el següent gràfic:
Habitants censats

### Habitatges
El 2007 hi havia 109 habitatges, 98 eren l'habitatge principal de la família, 7 eren segones residències i 4 estaven desocupats. Tots els 108 habitatges eren cases. Dels 98 habitatges principals, 91 estaven ocupats pels seus propietaris, 5 estaven llogats i ocupats pels llogaters i 2 estaven cedits a títol gratuït; 2 tenien una cambra, 2 en tenien dues, 8 en tenien tres, 25 en tenien quatre i 62 en tenien cinc o més. 78 habitatges disposaven pel capbaix d'una plaça de pàrquing. A 34 habitatges hi havia un automòbil i a 58 n'hi havia dos o més.

### Piràmide de població
La piràmide de població per edats i sexe el 2009 era:
| Homes | Edats   | Dones |
| ----- | ------- | ----- |
| 0     | 95 o +  | 0     |
| 0     | 90 a 94 | 0     |
| 0     | 85 a 89 | 4     |
| 0     | 80 a 84 | 0     |
| 4     | 75 a 79 | 0     |
| 4     | 70 a 74 | 12    |
| 0     | 65 a 69 | 4     |
| 4     | 60 a 64 | 8     |
| 4     | 55 a 59 | 0     |
| 16    | 50 a 54 | 8     |
| 16    | 45 a 49 | 8     |
| 16    | 40 a 44 | 8     |
| 12    | 35 a 39 | 24    |
| 8     | 30 a 34 | 16    |
| 12    | 25 a 29 | 4     |
| 16    | 20 a 24 | 4     |
| 16    | 15 a 19 | 16    |
| 12    | 10 a 14 | 12    |
| 16    | 5 a 9   | 0     |
| 8     | 0 a 4   | 12    |

## Economia
El 2007 la població en edat de treballar era de 215 persones, 165 eren actives i 50 eren inactives. De les 165 persones actives 151 estaven ocupades (79 homes i 72 dones) i 14 estaven aturades (10 homes i 4 dones). De les 50 persones inactives 13 estaven jubilades, 16 estaven estudiant i 21 estaven classificades com a «altres inactius».

### Ingressos
El 2009 a Rocourt-Saint-Martin hi havia 97 unitats fiscals que integraven 303,5 persones, la mediana anual d'ingressos fiscals per persona era de 18.110 €.

### Activitats econòmiques
Dels 3 establiments que hi havia el 2007, 1 era d'una empresa de transport i 2 d'empreses de serveis.
L'any 2000 a Rocourt-Saint-Martin hi havia 4 explotacions agrícoles que ocupaven un total de 548 hectàrees.

## Poblacions més properes
El següent diagrama mostra les poblacions més properes.